# Янкович, Бошко
Бо́шко Я́нкович (серб. Бошко Јанковић; 1 марта 1984, Белград, СФРЮ) — сербский футболист, полузащитник.

## Клубная карьера
Бошко выпускник футбольной школы белградской «Црвены Звезды». В главной команде дебютировал в сезоне 2002/03 при тогдашнем тренере Зоране Филиповиче. В январе 2003 года был отправлен в аренду в клуб «Единство» из города Уб, набираться опыта. В новом клубе хорошо себя проявил, забив 21 мяч в 28 играх. Его успехи не остались без внимания нового тренера «Црвены Звезды» Люпко Петровича, который вернул Янковича в клуб перед стартом сезона 2004/05. Осенью 2004 года Бошко забил свой первый гол в Лиге чемпионов в матче против нидерландского ПСВ. В сезоне 2004/05 во внутреннем первенстве в 25 матчах забил 10 мячей и стал одним из лидеров команды. В сезоне 2005/06 при новом тренере Вальтере Дзенге Янкович продолжает повышать свои футбольные активы, забив в 26 матчах 12 мячей. По итогам сезона Бошко был признан лучшим футболистом Сербии.
В августе 2006 года был продан за € 3 млн в испанскую «Мальорку». В Испании игрок продолжил хорошо играть, отличившись в 9 матчах из 28. К персоне игрока стали проявлять интерес такие большие клубы как «Барселона», «Валенсия» и «Челси». Однако 28 июня 2007 года игрок подписал пятилетний контракт с клубом Серии А «Палермо». Сумма трансфера составила € 8 млн. Дебютный сезон в Италии у Янковича не удался, и 1 сентября 2008 года он был отдан в аренду в «Дженоа». Летом 2009 года клуб полностью выкупил права на игрока.

## Международная карьера
В составе молодёжной сборной дважды становился обладателем серебряных медалей чемпионата Европы. Во взрослой сборной дебютировал 15 ноября 2006 года против команды Норвегии (1:1). Первый гол за сборную забил Португалии 27 марта 2007 года в отборочном турнире к Евро 2008 (1:1).